# Паттайя (аэропорт)
Международный аэропорт У-Тапао—Районг—Паттайя (тайск. ท่าอากาศยานนานาชาติอู่ตะเภา; также встречаются варианты написания Утапао, Утапхао; ИАТА: UTP, ИКАО: VTBU) — аэропорт совместного базирования, обслуживающий военные рейсы и коммерческие авиаперевозки одноимённого административного центра провинции Районг и крупнейшего тайского курорта Паттайя. Расположен примерно в 140 км к юго-востоку от Бангкока и в 40 км от Паттайи.

## Общие сведения
В период Вьетнамской войны являлся базой ВВС США для нанесения ударов с воздуха по территориям северного Вьетнама.
В связи с блокадой аэропортов Бангкока оппозиционерами в период с 26 ноября по 5 декабря 2008 года являлся главными воздушными воротами Таиланда.

## Инфраструктура
Пассажирский терминал имеет площадь чуть больше 2500 м². На территории аэропорта имеется почтовое отделение, интернет-кафе, ресторан, магазин беспошлинной торговли, автостоянка.

## Развитие
В конце 2014 года в официальных структурах подтвердили намерения о дальнейшем развитии аэропорта. Так, по словам сопричастных министерств, аэропорт планируется сделать главной транспортной опорой активно развивающимся курортам восточного побережья Сиамского залива (Паттайя, Чантабури, Районг, Трат, а также острова Самет и Чанг). Согласно представленному проекту, запланировано строительство нового пассажирского терминала, второй взлётно-посадочной полосы и прочих инфраструктурных объектов. Отдельной строкой отмечается, что после реконструкции аэропорт сможет выйти на мощность до 3 млн. пассажиров в год.

## Происшествия
- 28 октября 1977 года военными был перехвачен угнанный самолёт Douglas DC-3 компании «Air Vietnam» следовавший из Хошимина в Фукуок и посажен в аэропорту «У-Тапао». Четверо террористов сдались, во время угона на борту самолёта погибло два человека[9].